# 《飞屋环游记》获奖名单
《飞屋环游记》是皮克斯动画工作室制作、华特迪士尼影片发行的2009年美国计算机动画片。电影由皮特·多克特与鮑伯·彼得森执导，乔纳斯·里维拉制片，讲述老年鳏夫卡尔·弗雷德里克森为满足爱妻生前遗愿，用大量氢气球将房屋吊起飞向南美“仙境瀑布”，上路后却发现自称“荒野开拓者”的男孩小罗困在前门走廊。电影2009年5月29日在北美洲首映，是历史上第一部戛纳电影节开幕3D动画片。影片叫座叫好，评论汇总网站爛番茄收集的298篇评论认可度达九成八，在美国上映首周就以6810万美元登顶票房榜，全球票房达7.35亿美元。
《飞屋环游记》获众多荣誉肯定，获最佳动画片、最佳配乐奖（迈克·吉亚奇诺作曲）肯定最多。电影入围第82屆奧斯卡金像獎最佳影片等五项大奖，是1991年《美女与野兽》后第一部获最佳影片提名的动画片，最后拿下最佳动画片和最佳原创配乐。皮克斯此前凭《料理鼠王》（2007年）和《机器人总动员》（2008年）获奥斯卡最佳动画片奖，《飞屋环游记》达成三连冠。电影在第67屆金球獎拿下最佳动画片和最佳原创配乐奖，爛番茄网站授予本片金蕃茄奖，即2009年评论最高的电影。
影片入围八个类别的九项安妮獎，夺得最佳动画片、最佳长片导演；在第52屆葛萊美獎入围三项仅一项落空，还拿下2009年青少年选择奖最佳暑期喜剧片。美國製片人協會授予里维拉年度制片人奖，多克特、彼得森、吉亚奇诺均获英国电影学院奖肯定。

## 荣誉
| 机构                    | 颁奖日期       | 奖项                                           | 提名                                                             | 结果 |
| ----------------------- | -------------- | ---------------------------------------------- | ---------------------------------------------------------------- | ---- |
| 奥斯卡金像奖            | 2010年3月7日   | 最佳影片                                       | 乔纳斯·里维拉                                                    | 提名 |
| 奥斯卡金像奖            | 2010年3月7日   | 最佳原著剧本                                   | 皮特·多克特、湯瑪士·麥卡錫、鮑伯·彼得森                          | 提名 |
| 奥斯卡金像奖            | 2010年3月7日   | 最佳动画片                                     | 皮特·多克特                                                      | 獲獎 |
| 奥斯卡金像奖            | 2010年3月7日   | 最佳原创配乐                                   | 迈克·吉亚奇诺                                                    | 獲獎 |
| 奥斯卡金像奖            | 2010年3月7日   | 最佳音效剪辑                                   | 汤姆·迈尔斯、迈克尔·席维斯                                       | 提名 |
| 安妮獎                  | 2010年2月6日   | 最佳动画片                                     | 皮特·多克特、鲍勃·彼德森                                         | 獲獎 |
| 安妮獎                  | 2010年2月6日   | 最佳动画效果                                   | 埃里克·弗罗姆林                                                  | 提名 |
| 安妮獎                  | 2010年2月6日   | 最佳长片人物动画                               | 丹尼尔·阮                                                        | 提名 |
| 安妮獎                  | 2010年2月6日   | 最佳长片人物设计                               | 丹尼尔·洛佩斯·穆尼奥斯                                           | 提名 |
| 安妮獎                  | 2010年2月6日   | 最佳长片导演                                   | 皮特·多克特                                                      | 獲獎 |
| 安妮獎                  | 2010年2月6日   | 最佳动画片配乐                                 | 迈克·吉亚奇诺                                                    | 提名 |
| 安妮獎                  | 2010年2月6日   | 最佳长片分镜                                   | 罗纳尔多·德尔·卡门                                               | 提名 |
| 安妮獎                  | 2010年2月6日   | 最佳长片分镜                                   | 彼得·孙                                                          | 提名 |
| 安妮獎                  | 2010年2月6日   | 最佳长片编剧                                   | 皮特·多克特、汤姆·麦卡锡、鲍勃·彼德森                            | 提名 |
| 美国选角工会            | 2009年11月2日  | 最佳动画片选角                                 | 娜塔莉·里昂、凯文·雷赫                                           | 獲獎 |
| 奥斯汀影评人协会        | 2009年12月15日 | 最佳动画片                                     |                                                                  | 獲獎 |
| 奥斯汀影评人协会        | 2009年12月15日 | 最佳配乐                                       | 迈克·吉亚奇诺                                                    | 獲獎 |
| 儿童选择奖              | 2010年3月27日  | 最佳动画片                                     |                                                                  | 獲獎 |
| 英国电影学院奖          | 2010年2月21日  | 最佳动画片                                     | 皮特·多克特、鲍勃·彼德森                                         | 獲獎 |
| 英国电影学院奖          | 2010年2月21日  | 最佳电影配乐                                   | 迈克·吉亚奇诺                                                    | 獲獎 |
| 英国电影学院奖          | 2010年2月21日  | 最佳原创剧本                                   | 皮特·多克特、鲍勃·彼德森                                         | 提名 |
| 英国电影学院奖          | 2010年2月21日  | 最佳音效                                       | 汤姆·迈尔斯、迈克尔·斯曼内科、迈克尔·席维斯                      | 提名 |
| 芝加哥影评人协会        | 2009年12月21日 | 最佳动画片                                     |                                                                  | 獲獎 |
| 芝加哥影评人协会        | 2009年12月21日 | 最佳原创配乐                                   | 迈克·吉亚奇诺                                                    | 獲獎 |
| 芝加哥影评人协会        | 2009年12月21日 | 最佳原创剧本                                   | 鲍勃·彼德森                                                      | 提名 |
| 評論家選擇協會          | 2010年1月15日  | 最佳动画片                                     |                                                                  | 獲獎 |
| 評論家選擇協會          | 2010年1月15日  | 最佳影片                                       |                                                                  | 提名 |
| 評論家選擇協會          | 2010年1月15日  | 最佳配乐                                       | 迈克·吉亚奇诺                                                    | 獲獎 |
| 評論家選擇協會          | 2010年1月15日  | 最佳原创剧本                                   | 皮特·多克特、鲍勃·彼德森                                         | 提名 |
| 达拉斯—沃斯堡影评人协会 | 2009年12月16日 | 最佳动画片                                     |                                                                  | 獲獎 |
| 美国电影剪辑工会        | 2010年2月14日  | 最佳动画片剪辑                                 | 凯文·诺尔廷                                                      | 獲獎 |
| East West Players       | 2010年4月19日  | 突破演出奖                                     | 乔丹·长井                                                        | 獲獎 |
| East West Players       | 2010年4月19日  | EWP远见奖                                      | 皮克斯动画工作室                                                 | 獲獎 |
| 佛罗里达影评人协会      | 2009年12月21日 | 最佳动画片                                     |                                                                  | 獲獎 |
| 俄罗斯金鹰奖            | 2011年1月21日  | 最佳外语片                                     | 《飞屋环游记》                                                   | 提名 |
| 金球獎                  | 2010年1月17日  | 最佳动画片                                     | 皮特·多克特、鲍勃·彼德森                                         | 獲獎 |
| 金球獎                  | 2010年1月17日  | 最佳原创配乐                                   | 迈克·吉亚奇诺                                                    | 獲獎 |
| 电影音效剪辑工会        | 2010年2月20日  | 最佳动画片音效、拟音、配乐、对白、配音音效剪辑 |                                                                  | 獲獎 |
| 金番茄奖                | 2010年1月10日  | 公映类                                         |                                                                  | 獲獎 |
| 葛萊美獎                | 2010年1月31日  | 最佳器乐编排                                   | 迈克·吉亚奇诺、蒂姆·西蒙内克                                     | 提名 |
| 葛萊美獎                | 2010年1月31日  | 最佳器乐作曲                                   | 迈克·吉亚奇诺                                                    | 獲獎 |
| 葛萊美獎                | 2010年1月31日  | 最佳配乐专辑                                   | 迈克·吉亚奇诺                                                    | 獲獎 |
| 雨果奖                  | 2010年9月5日   | 最佳长片戏剧表现                               | 皮特·多克特、汤姆·麦卡锡、鲍勃·彼德森                            | 提名 |
| 爱尔兰影视奖            | 2010年2月20日  | 最佳国际电影                                   |                                                                  | 提名 |
| 堪萨斯城影评人协会      | 2010年1月3日   | 最佳动画片                                     |                                                                  | 獲獎 |
| 美國製片人協會          | 2010年1月24日  | 最佳院线动画片                                 | 乔纳斯·里维拉                                                    | 獲獎 |
| 美國製片人協會          | 2010年1月24日  | 最佳院线电影                                   | 乔纳斯·里维拉                                                    | 提名 |
| 國家評論協會            | 2010年1月14日  | 最佳动画片                                     |                                                                  | 獲獎 |
| 在线影评人协会          | 2010年1月6日   | 最佳动画片                                     |                                                                  | 獲獎 |
| 在线影评人协会          | 2010年1月6日   | 最佳原创配乐                                   | 迈克·吉亚奇诺                                                    | 獲獎 |
| 在线影评人协会          | 2010年1月6日   | 最佳影片                                       |                                                                  | 提名 |
| 在线影评人协会          | 2010年1月6日   | 最佳原创剧本                                   | 鲍勃·彼德森                                                      | 提名 |
| 戛纳电影节              | 2009年5月22日  | 棕榈狗奖最佳犬类演出                           |                                                                  | 獲獎 |
| 凤凰城影评人协会        | 2009年12月22日 | 最佳动画片                                     |                                                                  | 獲獎 |
| 凤凰城影评人协会        | 2009年12月22日 | 最佳原创配乐                                   | 迈克·吉亚奇诺                                                    | 獲獎 |
| 凤凰城影评人协会        | 2009年12月22日 | 最佳原创剧本                                   | 皮特·多克特、鲍勃·彼德森                                         | 獲獎 |
| 卫星奖                  | 2009年12月20日 | 最佳动画或混合媒体长片                         | 皮特·多克特、鲍勃·彼德森                                         | 提名 |
| 卫星奖                  | 2009年12月20日 | 最佳原创剧本                                   | 皮特·多克特、鲍勃·彼德森                                         | 提名 |
| 卫星奖                  | 2009年12月20日 | 最佳原创配乐                                   | 迈克·吉亚奇诺                                                    | 提名 |
| 土星獎                  | 2010年6月24日  | 最佳动画片                                     | 皮特·多克特                                                      | 提名 |
| 土星獎                  | 2010年6月24日  | 最佳配乐                                       | 迈克·吉亚奇诺                                                    | 提名 |
| 东南影评人协会          | 2009年12月13日 | 最佳动画片                                     |                                                                  | 獲獎 |
| 青少年选择奖            | 2009年8月9日   | 最佳暑期喜剧片                                 |                                                                  | 獲獎 |
| 视觉效果工会            | 2010年2月10日  | 最佳动画片动画视觉效果                         | 加里·布伦斯、皮特·多克特、史蒂夫·梅、乔纳斯·里维拉               | 獲獎 |
| 视觉效果工会            | 2010年2月10日  | 最佳动画片动画人物                             | 爱德华·阿斯纳、卡门·恩加伊、布莱恩·廷德尔、罗恩·佐尔曼           | 獲獎 |
| 视觉效果工会            | 2010年2月10日  | 最佳动画片动画效果                             | 亚历克西斯·安吉利迪斯、埃里克·弗罗姆林、杰森·约翰斯顿、乔恩·雷施 | 獲獎 |
| 华盛顿特区影评人协会    | 2009年12月7日  | 最佳动画片                                     |                                                                  | 獲獎 |
| 华盛顿特区影评人协会    | 2009年12月7日  | 最佳影片                                       |                                                                  | 提名 |
| 华盛顿特区影评人协会    | 2009年12月7日  | 最佳原创剧本                                   | 皮特·多克特、鲍勃·彼德森                                         | 提名 |
| 女影评人协会            | 2009年12月9日  | 最佳家庭片                                     |                                                                  | 獲獎 |